# Belgija na Olimpijskim igrama 2016.
Belgija je nastupila na Ljetnim olimpijskim igrama 2016. u Brazilu.

## Jedrenje
Dvoje belgijskih jedriličara se kvalificiralo za OI 2016. na svjetskom prvenstvu u jedrenju 2014.
- muški: klasa laser
- ženski: klasa laser radial